# Base artica Zebra (romanzo)
Base artica zebra è un romanzo giallo del 1965 scritto da Alistair MacLean.

## Trama
La Stazione Artica Zebra è una stazione meteorologica britannica costruita su una banchisa nel mar Glaciale Artico. Improvvisamente subisce un catastrofico incendio, alcuni scienziati muoiono e il loro rifugio e buona parte delle loro forniture vanno distrutti.
Il sottomarino statunitense USS Dolphin viene inviato per la missione di salvataggio. Poco prima della sua partenza, il dott. Carpenter viene inviato dal governo inglese per effettuare i primi soccorsi, in quanto esperto nel trattamento da congelamento e di altre condizioni mediche causate dal freddo estremo. Con sé trasporta ordini dal Capo delle Operazioni Navali della Marina degli Stati Uniti. Il comandante Swanson, il capitano sottomarino Dolphin, sulle prime è diffidente nei confronti di Carpenter a cui rifiuta il permesso di salire a bordo, in quanto vorrebbe conoscere la sua missione. Sotto coercizione, Carpenter rivela il reale ruolo della base come postazione d'ascolto altamente attrezzato, per il monitoraggio dei lanci di missili nucleari dall'Unione Sovietica agli USA.
Il Dolphin raggiunge la banchisa artica e si immerge sotto di essa. Affiorando in una rottura del ghiaccio riesce a stabilire un tenue contatto radio con la base Zebra. Carpenter confida al Capitano che il comandante della stazione è suo fratello. Dopo aver ottenuto un riscontro sulla stazione, il Dolphin si reimmerge nuovamente, riuscendo a posizionarsi a cinque miglia dalla stazione. Carpenter insieme all'ufficiale esecutivo Hansen e due membri dell'equipaggio, si incamminano verso la stazione attraverso una tempesta artica, portando con sé il maggior numero possibile di rifornimenti. Raggiungono Zebra dopo una camminata quasi impossibile e scoprono che otto uomini della stazione sono morti, mentre gli altri 11 sono a malapena vivi. Indagando sui cadaveri, Carpenter scopre che uno di loro è stato ucciso con una coltellata. Scoprono inoltre che la loro radio è stata danneggiata. Carpenter e Hansen ritornano al Dolphin. Successivamente il sottomarino si avvicina alla stazione e trovando acqua libera, crea un buco nel ghiaccio usando un siluro.
I malati vengono curati nel Dolphin. Carpenter continua a indagare alla base e scopre che l'incendio non è stato un incidente, è stato usato come copertura per nascondere tre delle morti, tra i quali suo fratello. Scopre anche diversi rifornimenti incombusti nascosti nel fondo di una capanna, mentre Swanson trova una pistola nascosta in un serbatoio di benzina. I membri sopravvissuti di Zebra vengono portati a bordo del Dolphin e la stazione viene definitivamente abbandonata da tutti. Mentre il sommergibile è ancora sotto il ghiaccio artico, un incendio scoppia nella sala macchine, costringendo Swanson a dare l'ordine di spegnere il reattore nucleare. Dopo ore di sforzi, l'equipaggio riesce a salvare la nave, anche grazie all'ingegnosità di Swanson.
Carpenter convoca una riunione dei sopravvissuti e annuncia che l'incendio della Zebra non è stato un incidente, ma causato da agenti sovietici. Rivela la sua reale identità, cioè di essere un ufficiale dell'MI6 (British Intelligence) e che la sua vera missione era recuperare un film fotografico da un satellite da ricognizione che aveva fotografato ogni base missilistica negli Stati Uniti presente sull'Artico. Il film fotografico era stato fatto espellere dal satellite in modo da dare la possibilità agli agenti sovietici operanti sotto copertura nella base Zebra di recuperarlo; rivela inoltre che suo fratello era stato mandato alla stazione per evitarlo. Carpenter rivela l'identità degli assassini, il dott. Jolly (il medico della base Zebra) e un'altra spia infiltratasi sul Dolphin e li arresta.
Il film delle basi statunitensi viene recuperato dai russi, ma Carpenter rivela di averlo precedentemente già sostituito, con fotografie di personaggi dei cartoni animati presenti sulle pareti della sala medica nel sottomarino.

## Opere derivate
- Dal racconto è stato tratto il film Base artica Zebra (Ice Station Zebra) di John Sturges 1968.[1]

## Edizioni
- Alistair MacLean, Base artica Zebra, traduzione di O. Guaita Alliata, Milano, Bompiani, 1965,  p. 344.